# Republica Sovietică Socialistă Azerbaidjană
RSS Azerbaidjană (în limba azeră: Azərbaycan Sovet Sosialist Respublikası, cu litere chirilice: Азәрбаjҹан Совет Сосиалист Республикасы; în limba rusă: Азербайджанская Советская Социалистическая Республика) a fost numele Azerbaidjanului în perioada din 1936 to 1991, timp în care a făcut parte din Uniunea Sovietică.
Constituită ca Republică Sovietică Socialistă pe 28 aprilie 1920, a fost parte, între 12 martie 1922 și 5 decembrie 1936, din Republica Sovietică Federală Socialistă Transcaucaziană împreună cu RSS Armenească și RSS Georgiană. Constituția RSS Azerbaidjene a fost aprobată la Congresul Sovietelor Azere din 14 martie 1937. Pe 19 noiembrie 1990, RSS Azerbaidjană a fost redenumită Republica Azerbaidjan, rămânând în cadrul URSS-ului încă un an, inainte de a-și proclama independența.

## Lideri ai RSS Azerbaidjene

### Președinți ai Sovietului Suprem și ai prezidiului Sovietului Suprem
- Mir Teymur Yaqubov (1938)
- Mir Bəșir Qasımov (1938-1949)
- Nəzər Heydərov (1949-1954)
- Mirzə Ibrahimov (1954-1958)
- Mustafa Topçubașov (1955-1959)
- Abdulla Bayramov (1958)
- Qəzənfər Cəfərli (1958-1959)
- Ilyas Abdullayev (1958-1959)
- Səftər Cəfərov (1959-1961)
- Əli Tağızadə (1959-1963)
- Məmməd Isgəndərov (1961-1969)
- Məmməd Dadașzadə (1963-1967)
- Qurban Xəlilov
- Süleyman Rüstəm(-1989)
- Elmira Qafarova(1989-1992)

### Președinți ai Comitetului Central Executiv
- Muxtar Hacıyev (1921-1922)
- Səməd Əliyev (1922-1929)
- Qəzənfər Musabəyov (1929-1931)
- Sultan-Məcid Əfəndiyev (1932-1937)
- Mir Bəșir Qasımov(1937-1938)

### Primii-secretari al Partidului Communist Azerbaidjan
- Mirzə Davud Hüseynov
- Grigori Kaminski
- Sergey Kirov
- Levon Mirzoyan
- Nikolai Ghikalo
- Vladimir Polonski
- Mir Cəfər Bağırov
- Mir Teymur Yaqubov
- İmam Mustafayev
- Vəli Axundov
- Heydər Əliyev(1969-1982)
- Kamran Bağırov(1982-1988)
- Əbdürrəhman Vəzirov(1988-1990)
- Ayaz Mütəllibov(1990-1991)

## Armata
În cadrul structurilor militare sovietice, cu puțin timp mai înainte de disoluția Uniunii Sovietice, Azerbadjanul găzduia pe teritoriul său peste 60.000 de militari, (forțe terestre, navale și aeriene). Cea mai importantă formațiune militară de pe teritoriul azer era Armata a 4-a sovietică, care avea garnizoana principală în Baku. În capitala Baku funcționa singura unitate de învătământ militar a forțelor terestre din țară: Școala de Comandă a Armelor Combinate.

## Istorie

### Dezvoltare
În primăvara anului 1921, a început un proces de dezvoltare fără precedent a industriei petroliere a republicii. Sovietul Unional al Economiei Naționale a hotărât să asigure tot ce este necesar pentru dezvoltarea producției de țiței. Au fost descoperite și puse în exploatare noi zăcăminte. Pe 31 martie 1931, industria petrolieră a Azerbadjanului, care asigura la acea vreme 60% din necesarul sovietic, a fost distinsă cu Ordinul Lenin. Un al doilea Ordin a fost decernat țării pe 15 martie 1935, cu ocazia aniversării a 15 ani de la proclamarea republicii. La sfârșitul celui de-al al doilea plan cincinal, (1933-1937), Azerbadjanul se afla pe al doilea loc în Uniune după mărimea investițiilor.

### Al doilea război mondial
În primul an al războiului sovieto-german, Azerbaidjanul a produs 25,4 milioane de tone de țiței – un record pentru industria petrolieră a țării. 
În acest timp, Marea Britanie și Franța făceau planuri pentru bombardarea câmpurilor petroliere azere. (În aprilie 1940, avuseseră loc mai multe serii de zboruri de recunoaștere ale aviației britanice și franceze). La sfârșitul anului 1941, mii de azeri se înrolaseră în așa-numitele Corpurile de Voluntari ai Poporului. Mobilizarea afectase toate sferele activității oamenilor, în mod special a celor care lucrau în domeniul petrolier. La o săptămână după începerea luptelor, muncitorii petroliști au luat inițiativa prelungirii programului zilnic de muncă la 12 ore, au renunțat la zilele libere și la concedii până la sfârșitul războiului. În septembrie 1942, generalii lui Hitler i-au oferit dictatorului un tort cae era decorat co o formă a Mării Caspice. În același an, Azerbadjanul devenise cel de-al doilea producător de ceai al Armatei Sovietice. Prin decret al Sovietului Suprem al URSS, în februarie 1942, hărnicia și devotamentul a peste 500 de muncitori și angajați din industria petrolieră azeră au fost răsplătită cu ordine și medalii.
Conform unor estimări, peste 700.000 de azeri au luptat în rândurile Armatei Sovietice în timpul celui de-al doilea război mondial, 400.000 dintre aceștia căzând pe câmpurile de luptă..

### Perioada postbelică
După inaugurarea primei platforme marine de exploatare de la Neft Dașlari, Azerbadjanul a dezvoltat continu exploatrea rezervelor de hidrocarburi din platforma Mării Caspice.